# Dalton Grant
Dalton Loxley Grant (ur. 8 kwietnia 1966 w Hackney w Londynie) – brytyjski lekkoatleta, specjalista skoku wzwyż, halowy mistrz Europy i mistrz igrzysk Wspólnoty Narodów, trzykrotny olimpijczyk.

## Kariera sportowa
Na igrzyskach Wspólnoty Narodów reprezentował Anglię, a na pozostałych dużych imprezach międzynarodowych Wielką Brytanię.
Zajął 6. miejsce w skoku wzwyż na mistrzostwach Europy juniorów w 1985 w Chociebużu. Startując w rywalizacji seniorów zajął 7. miejsce na igrzyskach Wspólnoty Narodów w 1986 w Edynburgu. Zajął 7. miejsce na halowych mistrzostwach Europy w 1987 w Liévin, 8. miejsce na halowych mistrzostwach świata w 1987 w Indianapolis i 11. miejsce na halowych mistrzostwach Europy w 1988 w Budapeszcie.  Zajął 7. miejsce (ex aequo z Igorem Paklinem ze Związku Radzieckiego i Carlo Thränhardtem z RFN) na igrzyskach olimpijskich w 1988 w Seulu.
Zdobył srebrny medal na halowych mistrzostwach Europy w 1989 w Hadze, przegrywając jedynie z Dietmarem Mögenburgiem z RFN, a wyprzedzając Aleksieja Jemielina z ZSRR. Na halowych mistrzostwach świata w 1989 w Budapeszcie zajął 4. miejsce z wynikiem 2,35 m, takim samym, jak srebrny medalista Mögenburg i brązowy Patrik Sjöberg ze Szwecji. Był to nowy rekord Wielkiej Brytanii i Wspólnoty Narodów. Zajął 2. miejsce w zawodach pucharu świata w 1989 w Barcelonie, przegrywając tylko ze Sjöbergiem.
Zdobył srebrny medal na igrzyskach Wspólnoty Narodów w 1990 w Auckland, za Clarence’em Saundersem z Bermudów, a przed Miltonem Otteyem z Kanady i Geoffem Parsonsem ze Szkocji. Na halowych mistrzostwach Europy w 1990 w Glasgow zajął 7. miejsce (wspólnie z Ralfem Sonnem z RFN, a na mistrzostwach Europy w 1990 w Splicie 4. miejsce (wspólnie z Mögenburgiem i Serhijem Dymczenko z ZSRR). Również 4. miejsce zajął na mistrzostwach świata w 1991 w Tokio.
Odpadł w kwalifikacjach skoku wzwyż na igrzyskach olimpijskich w 1992 w Barcelonie. Zajął 4. miejsce na halowych mistrzostwach świata w 1993 w Toronto (ex aequo z Troyem Kempem z Bahamów). Nie zakwalifikował się do finału na mistrzostwach świata w 1993 w Stuttgarcie.
Zwyciężył na halowych mistrzostwach Europy w 1994 w Paryżu, wyprzedzając Jeana-Charlesa Gicquela z Francji i Wolfa-Hendrika Beyera z Niemiec. Na mistrzostwach Europy w 1994 w Helsinkach zajął 9. miejsce (wspólnie z Gicquelem), a na igrzyskach Wspólnoty Narodów w 1994 w Victorii 5. miejsce. Zajął 8. miejsce na halowych mistrzostwach świata w 1995 w Barcelonie (razem z Ettore Ceresolim z Włoch). Odpadł w kwalifikacjach na mistrzostwach świata w 1995 w Göteborgu, halowych mistrzostwach Europy w 1996 w Sztokholmie i igrzyskach olimpijskich w 1996 w Atlancie. Zajął 10. miejsce na halowych mistrzostwach świata w 1997 w Paryżu oraz 4. miejsce  wspólnie ze Steinarem Hoenem z Norwegii) na mistrzostwach świata w 1997 w Atenach.
Zdobył srebrny medal na mistrzostwach Europy w 1998 w Budapeszcie, ulegając jedynie Arturowi Partyce z Polski, a wyprzedzając Siergieja Klugina z Rosji. Zwyciężył na igrzyskach Wspólnoty Narodów w 1998 w Kuala Lumpur, przed swym kolegą z reprezentacji Anglii Benem Challengerem i Australijczykiem Timem Forsythem. Na kolejnych igrzyskach Wspólnoty Narodów w 2002 w Manchesterze zajął 6. miejsce. Odpadł w kwalifikacjach na mistrzostwach Europy w 2002 w Monachium i na halowych mistrzostwach świata w 2003 w Birmingham.
Grant był mistrzem Wielkiej Brytanii (AAA) w skoku wzwyż w 1989, 1990, 1998 i 2002, wicemistrzem w 1988, 1996, 2001 i 2004 oraz brązowym medalistą w tej konkurencji w 1987, 1991, 1993, 1995 i 2003, a także halowym mistrzem w 1993 i 2003 oraz wicemistrzem w latach 1987–1990. Był również mistrzem UK Championships w 1990, 1991 i 1993 oraz wicemistrzem w 1986, 1988 i 1997.
Sześciokrotnie poprawiał rekord Wielkiej Brytanii w skoku wzwyż do wyniku 2,36 m uzyskanego 1 września 1991 w Tokio. Był to najlepszy wynik w jego karierze. W hali pokonał wysokość 2,37 m (13 marca 1994 w Paryżu).